# Jari Lindström
Jari Lindström, né le 28 juin 1965 à Kuusankoski, est un homme politique finlandais, membre des Vrais Finlandais (PS) puis de Réforme bleue.
Député à la Diète de 2011 à 2019, il est ministre de la Justice et du Travail entre 2015 et 2017, et ministre du Travail jusqu'en 2019.

## Biographie
Le 13 juin 2017, Jari Lindström et 19 autres personnes ont quitté le groupe parlementaire du Parti finlandais pour fonder le nouveau groupe parlementaire alternatif, qui s'est ensuite formé en un parti politique appelé Réforme bleue. 
Jari Lindström a participé aux élections législatives de 2019 en tant que candidat de la Réforme bleue, mais il n'a pas été élu.